# Murilentithecium
Murilentithecium is een geslacht van schimmels behorend tot de familie Lentitheciaceae. De typesoort is Murilentithecium clematidis.

## Soorten
Volgens Index Fungorum telt het geslacht drie soorten (peildatum april 2022):
| Soortnaam                   | Auteur(s)                                   | Publicatiejaar |
| --------------------------- | ------------------------------------------- | -------------- |
| Murilentithecium clematidis | Wanas., Camporesi, E.B.G. Jones & K.D. Hyde | 2014           |
| Murilentithecium lonicerae  | Phookamsak, Chaiwan, Wanas. & K.D. Hyde     | 2019           |
| Murilentithecium rosae      | Phukhams., Camporesi & K.D. Hyde            | 2018           |